# Étienne-Philippe Rielle
 (juin 2024).
Étienne-Philippe Rielle (21 mai 1775 à Rouen - 8 avril 1847 à Paris), est un administrateur français.

## Biographie
Fils d'Étienne-François-Thomas Rielle, huissier au Parlement de Normandie, il suit ses études au collège de Lisieux à Paris.
Intégrant l'administration, il devient attaché aux bureaux des commissaires des guerres, puis premier commis du payeur général de la Seine-Inférieure en 1796 et trésorier de la contribution levée en Italie après la bataille de Marengo en 1800. 
Tout en étant inspecteur général du Trésor en 1808, en mission en Italie et en Toscane entre 1803 et 1813, il est associé à une maison de commerce rouennaise de 1803 à 1806 et intendant du palais d'Élisa Bonaparte en 1809. Il passe inspecteur général des finances dans les cadres en 1814, attaché au cabinet particulier du ministre des finances Antoine Roy en 1819, puis premier commis au ministère des finances en 1821. Il est directeur du Mouvement général des Fonds de 1823 à 1842, passant alors conseiller maître à la Cour des comptes.
Le 7 juillet 1840 à Paris, il épouse Coralie de Saint-Laurent (1802-1882), veuve en premières noces de Paul Émile Mariton (1794-1839), archiviste de la Couronne, fille d'Hippolyte de Saint-Laurent (1768-1837), directeur des vivres, et nièce du général-baron Louis Joseph Auguste Saint-Laurent.

## Sources
- Germain Sarrut, Biographie des hommes du jour, Paris 1838
- Dictionnaire historique des inspecteurs des Finances 1801-2009: Dictionnaire thématique et biographique, Institut de la gestion publique et du développement économique, 2012